# Adem Hecini
Adem Hecini, né le 13 décembre 1975 en Algérie, est un athlète algérien spécialiste dans le 400 m et le 800 m.

## Biographie
Au 800 mètres, il a remporté la médaille d'argent aux Championnats d'Afrique de 1996 et la médaille d'or aux Jeux méditerranéens de 2001. Il a également participé à trois championnats du monde (1997, 1999 et 2001) ainsi qu'aux Jeux olympiques d'été de 1996 et 2000 sans atteindre la finale. Son record personnel est de 1.44.59 minute, réalisé en août 1997 à Zürich.
En 2002, il a terminé quatrième aux Championnats d'Afrique 2002 et a été sélectionné pour représenter l'Afrique en relais 4 × 400 mètres à la Coupe du monde 2002. L'équipe africaine, avec Adem Hecini, Sofiane Labidi, Fernando Augustin et Eric Milazar, a remporté la médaille de bronze. Il a également participé aux Jeux olympiques d'été de 2004. 
Son record personnel est de 45.63 secondes sur le 400 m., réalisé en septembre 2003 à Amman.

## Palmarès
| Date | Compétition                    | Lieu       | Résultat | Épreuve   | Temps         |
| ---- | ------------------------------ | ---------- | -------- | --------- | ------------- |
| 1994 | Jeux panarabes juniors         | Casablanca | 1er      | 400 m     | 47.22         |
| 1994 | Championnats d'Afrique juniors | Alger      | 3e       | 400 m     | 47.53         |
| 1996 | Championnats d'Afrique         | Yaoundé    | 2e       | 800 m     | 1:47.17       |
| 2000 | Championnats d'Afrique         | Alger      | 1er      | 4 x 400 m | 3 min 05 s 45 |
| 2001 | Jeux méditerranéens            | Radès      | 1er      | 800 m     | 1:49.21       |
| 2002 | Coupe du monde                 | Madrid     | 3e       | 4x400 m   | 3;01.69       |